# SIG P210
A SIG P210 (designação do Exército Suíço: Pistola 49, o modelo civil era conhecido como SP47/8 antes de 1957) é uma pistola semiautomática de carregamento automático da culatra, projetada e fabricada em Neuhausen am Rheinfall (Cantão de Schaffhausen, Suíça) pela SIG de 1948 a 2006.
Ela é de construção totalmente em aço, para os cartuchos 9x19mm Parabellum e 7.65×21mm Parabellum. Foi usado entre 1949 e 1975 pelo exército e pelas unidades policiais da Suíça. Também foi adotado e ainda está em serviço nas Forças Armadas Dinamarquesas (como M/49 Neuhausen ou simplesmente Neuhausen), em 1951 pela Bundespolizei alemã e no tiro esportivo.
As pistolas foram descomissionadas e substituídas pela SIG Sauer P220 (designação do Exército Suíço Pistole 75) desenvolvido em 1975. A produção suíça da P210 continuou até 2006. Um novo modelo, o P210 Legend, foi introduzido pela SIG Sauer GMBH da Alemanha em 2010, e outro, o P210A, foi introduzido pela SIG Sauer Inc. de New Hampshire nos Estados Unidos em 2017.

## História
O projeto foi derivado da pistola Modèle 1935A, de Charles Petter. Em 1937, a Schweizerische Industrie Gesellschaft (SIG) adquiriu uma licença para o sistema Petter-Browning da SACM, a fim de desenvolver um substituto para o Luger Parabellum 06/29, que estava em serviço desde 1900. Aparentemente não satisfeito com o design de Petter Browning ou as mudanças que eles fizeram, a SIG avaliou nada menos que 11 protótipos de 1942 a 1944. A produção da pistola Selbstladepistole Neuhausen modelo 44/16 começou em 1944. Algumas das características originais de Petter Browning foram mantidas, especificamente o disparo independente e sistemas de recuo. O Neuhausen 44/16 tinha um carregador com capacidade de 16 cartuchos.
O desenvolvimento foi desacelerado devido ao advento da Segunda Guerra Mundial. Após testar vários modelos experimentais (como o mencionado 44/16 com carregador de duas fileiras), o modelo 47/8 foi adotado em outubro de 1948 como o Pistole Modell 1949 (P49) e o SP47/8 para o mercado civil. Algumas séries anteriores foram testadas por atiradores esportivos suecos e pelo exército dinamarquês (designação das Forças Armadas Dinamarquesas Pistol M/1949).
O modelo 47/8 suportava a troca fácil dos canos entre 7.65mm e 9mm Parabellum e um kit para converter em calibre .22LR .
|                               | 44/8           | 44/16          | Mod. SP 47/8   | Mod. SP 47/8      | Mod. SP 47/8   |
| ----------------------------- | -------------- | -------------- | -------------- | ----------------- | -------------- |
| Cartucho                      | 9mm Parabellum | 9mm Parabellum | 9mm Parabellum | 7.65mm Parabellum | .22 Long Rifle |
| Comprimento                   | 215mm (8 1/2“) | 215mm (8 1/2“) | 215mm (8 1/2“) | 215mm (8 1/2“)    | 215mm (8 1/2“) |
| Comprimento do Cano           | 120mm (4 3/4") | 120mm (4 3/4") | 120mm (4 3/4") | 120mm (4 3/4")    | 120mm (4 3/4") |
| Espaço de Mira (Alma e Massa) | 120mm (4 3/4") | 120mm (4 3/4") | 120mm (4 3/4") | 120mm (4 3/4")    | 120mm (4 3/4") |
| Altura                        | 130mm          | 143mm          |                |                   |                |
| Espessura                     | 32             | 40             |                |                   |                |
| Peso                          | 900 g          | 1095 g         | 985 g          | 995 g             | 945 g          |
| Capacidade de Carregador      | 8              | 16             | 8              | 8                 | 8              |
| Tamanho de Raiamento          | 250            | 250            | 250            | 250               | 450            |
| Raiamento                     | 6              | 6              | 6              | 4                 | 6              |

SIG M/1949 é a designação do modelo 47/8 comprado para o exército dinamarquês e fornecido também para oficiais, polícia militar e forças especiais, com câmara de 9mm Luger. Normalmente chamado apenas Neuhausen na Dinamarca, esse modelo é marcado com "P m/49" e também conhecido como "P210-DK". O primeiro fornecimento foi em 1950 para o Corpo Técnico do Exército Dinamarquês (marcado como "HTK"), este continuou sendo a arma padrão nas forças armadas dinamarquesas ao longo de 60 anos de uso contínuo, só sendo substituído em 2017 pelo SIG Sauer P320 X-5 Carry.
Em 1957, a designação civil (SP47/8) foi definitivamente alterada para P210, de acordo com a política de nomenclatura da empresa. O modelo P210-1 abrange todos os modelos produzidos até 1965, a designação P210-2 refere-se ao modelo padrão produzido a partir de 1966 (começando com o número de série P 59071).
P210-3 é a designação de uma versão policial produzida de 1951 a 1964 (números de série P 6791 a P 6840 e P 8001 a P 8893), produzida em número limitado para as forças policiais cantonais de Basileia, Lausana e Glarus, com um punhado vendido em o mercado privado. P210-4 foi o modelo feito para a Guarda de Fronteira Alemã (números de série D 1 a D 6500). P210-5 e P210-6 eram modelos civis de tiro ao alvo fabricados nas décadas de 1980 e 1990. O P210-7 era um modelo arofire .22lr raramente produzido, fabricado nas décadas de 1950 e 1960.
A SIG foi renomeada para SIG Sauer após a aquisição pela Sauer & Sohn na década de 1970 e para a Swiss Arms em 2000. A Swiss Arms continuou a produção do modelo P210 para clientes particulares até 2006. A partir de 2010, um novo modelo, chamado P210 Legend, foi fabricado pela SIG Sauer, GMBH de Eckernförde, Alemanha. Este modelo foi exportado para os EUA até 2017, quando a SIG Sauer Inc. de New Hampshire iniciou a produção de seu próprio modelo, denominado P210A, fabricado em Exeter, NH, oferecido em duas versões, Standard (210A-9-B) e Target ( 210A-9-TGT).

## Variantes
- P 47/8 (P210-1): Variante civil em 9mm Parabellum e 7.65mm Parabellum.
- P49: Variante militar em 9mm Parabellum, produzida para o Exército da Suíça.
- P210-3: Variante policial em 9mm Parabellum e 7.65mm Parabellum, produzida para as forças policiais cantonais de Basileia, Vaud e Glarus.
- P210-4: Variante policial em 9mm Parabellum, produzida para a Guarda de Fronteira Suíça.
- P210-5: Variante civil em 9mm Parabellum e 7.65mm Parabellum, voltada ao tiro esportivo, com um cano de 150mm
  - P210-5LS: Variante civil em 9mm Parabellum, produzida em 2003. Com modificações como o retem do carregador no chassis, mira ajustável e cano maior.
- P210-6: Variante civil em 9mm Parabellum e 7.65mm Parabellum, voltada ao tiro esportivo.
- P210-7: Variante civil em .22 Long Rifle.
- P210-8: Variante civil em 9mm Parabellum, com chassis maior e mira esportiva. 250 unidades produzidas.[4]
- P210 Legend: Variante civil em 9mm Parabellum produzida de 2010 a 2020. Com modificações como chassis maior e retem do carregador no chassis.
- P210 Target: Variante civil em 9mm Parabellum, produzida de 2017 até hoje. Ação modificada (Browning-Petter SIG), massa de mira ajustável e punho em madeira.

## Operadores
- Cazaquistão - Serviço de Segurança Presidencial.[5]
- Dinamarca - Defesa Dinamarquesa - denominada m/49.[6][7]
- Letônia - Guarda Nacional Letã.[8]
- Mónaco - Companhia de Carabineiros do Príncipe.[9]
- Suíça - Exército Suíço e forças policiais suíças.[10]